# Chiesa di Santa Maria (Scaria)
La chiesa di Santa Maria è un edificio di culto cattolico situato a Scaria, nel territorio comunale di Alta Valle Intelvi.

## Storia e descrizione
Dotata di campanile di origine rinascimentale, la parrocchiale di S. Maria risale al XV secolo ma venne ampliata nel successivo.
Due nicchie ricavate nella facciata della chiesa ospitano due statue (1741) raffiguranti i santi Nazaro e Celso.
Gli interni della chiesa sono il frutto di un totale rinnovamento voluto dai fratelli Diego Francesco e Carlo Innocenzo Carloni. Discendenti da una famiglia di artisti essi eseguirono i lavori di ristrutturazione e restauro per circa 50 anni (grossomodo tra il 1709 e il 1752). Carlo si occupò degli affreschi e dei quadri, mentre il fratello Diego dei rilievi e delle statue a stucco. Con ogni probabilità, questi lavori si conclusero nel 1753. 
La chiesa di Santa Maria ha un'unica navata fiancheggiata da quattro cappelle.
All'ingresso trovano posto due antiche acquasantiere, una delle quali risalente al 1607.
Il presbiterio è riccamente ornato da un ciclo di affreschi dedicato all'incoronazione della Vergine da parte di Dio Padre e di Gesù, in compagnia di una schiera di angeli e santi tra i quali si identificano Sant'Ambrogio e San Carlo Borromeo. L'altare maggiore, a tempietto, è opera del lanzese Antonio Silva, mentre il paliotto in scagliola si deve a Giovanni Battista Molciani.
Tra le opere pittoriche che ornano le cappelle laterali, due tele di Carlo Innocenzo Carloni (conservate nelle cappelle di Santa Monica e del Crocifisso), una secentesca Madonna col Bambino e Santi di scuola ligure (nella prima cappella di destra) e una Maria Ausiliatrice ispirata a Lukas Cranach.
La chiesa esercita le funzioni di co-parrocchiale di Scaria, unitamente alla chiesa dei santi Nazaro e Celso.